# Fenerbahçe (Kadıköy)
Pour les articles homonymes, voir Fenerbahçe.
 (avril 2023).
Si vous disposez d'ouvrages ou d'articles de référence ou si vous connaissez des sites web de qualité traitant du thème abordé ici, merci de compléter l'article en donnant les références utiles à sa vérifiabilité et en les liant à la section « Notes et références ».
Fenerbahçe est l'un des 21 quartiers du district de Kadıköy sur la rive asiatique d'Istanbul. C'est une presqu'île donnant sur la mer de Marmara, avec un phare datant du XIXe siècle et un parc destiné à la promenade et au sport (Fenerbahçe signifie en turc « le jardin du phare »). 
Sous l'Empire byzantin, ce quartier asiatique de Constantinople portait le nom de Hiéreia et abritait l'un des principaux palais suburbains depuis le règne de Justinien.
Il est célèbre aujourd'hui pour son club de football : le Fenerbahçe SK, partie du club omnisports éponyme.